# پارک ملی راپا نوی
پارک ملی راپا نوی (به اسپانیایی: Parque nacional Rapa Nui) یک پارک ملی در شیلی است که در Easter Island Province واقع شده‌است.

## میراث جهانی
این پارک در فهرست میراث جهانی یونکسو ثبت شده است.